# Тароф
Тароф (перс. تعارف) — специфічний вид іранського суспільного етикету, що виражений у надмірній ввічливості. Слово арабського походження і означає процес знайомства.
В Ірані люди традиційно намагаються показати, що до гостей ставляться краще ніж до власної сім'ї. Важливим фактором для людини є образ, який вона має у суспільстві, і тароф дозволяє показати людині свою щедрість та готовність прийти на допомогу. Типовим тарофом є словесні ритуальні пропозиції однієї сторони та ритуальні відмови від запропонованого іншої сторони. Це призводить до непорозуміння між іранцями та туристами, що сприймають серйозно пропозиції про допомогу чи цінні подарунки від малознайомих та зовсім незнайомих людей, тоді як це було не більше ніж намагання бути ввічливим. Тароф називають мистецтвом, оскільки немає чіткої лінії між щирим бажання допомогти і соціальною грою, і учасники повинні інтуїтивно вирішувати чи приймати допомогу, чи відмовитися.

## Приклади тарофа
Господар може після ситної вечері сказати тричі, щоб гість з'їв ще добавки, а останній має тричі відмовитися.
Продавець може сказати покупцю, що товари не коштують нічого. Покупець має наполягати заплатити, тоді як продавець буде відмовлятися брати гроші але зрештою візьме.
Іранець може подарувати ручку після підписання туристом документів (наприклад віза по прибуттю). Потрібно повернути власнику ручку з усмішкою примовляючи, що вона йому ще знадобиться.